# Пјетравива
Пјетравива је насеље у Италији у округу Арецо, региону Тоскана.
Према процени из 2011. у насељу је живело 273 становника. Насеље се налази на надморској висини од 285 м.